# Alfred Gilbert
Alfred Gilbert (12 de agosto de 1854, Londres - 4 de noviembre de 1934) fue un escultor inglés.

## Datos biográficos
Los padres de Alfred Gilbert, Charlotte Cole y Alfred Gilbert¿?, eran músicos que vivían en el número 13 de Berners Street, Londres, donde nació Alfred. Recibió su educación principalmente en París (École des Beaux-Arts, bajo Jules Cavelier), y estudió en Roma y Florencia, donde se vio influenciado por el Renacimiento personalmente y en su obra. También trabajó en el estudio de Sir Joseph Boehm.
El 3 de enero de 1876 se casó con su prima hermana, Alice Jane Gilbert (1847-1916), con quien se había fugado a París. Tuvieron cinco hijos. La quiebra económica le hace huir de Gran Bretaña en 1901 y durante los siguientes 25 años se estableció en Brujas. Su esposa lo abandonó en 1904. Nunca se divorciaron, pero vivieron separados, Alice fue paciente en un hospital mental.

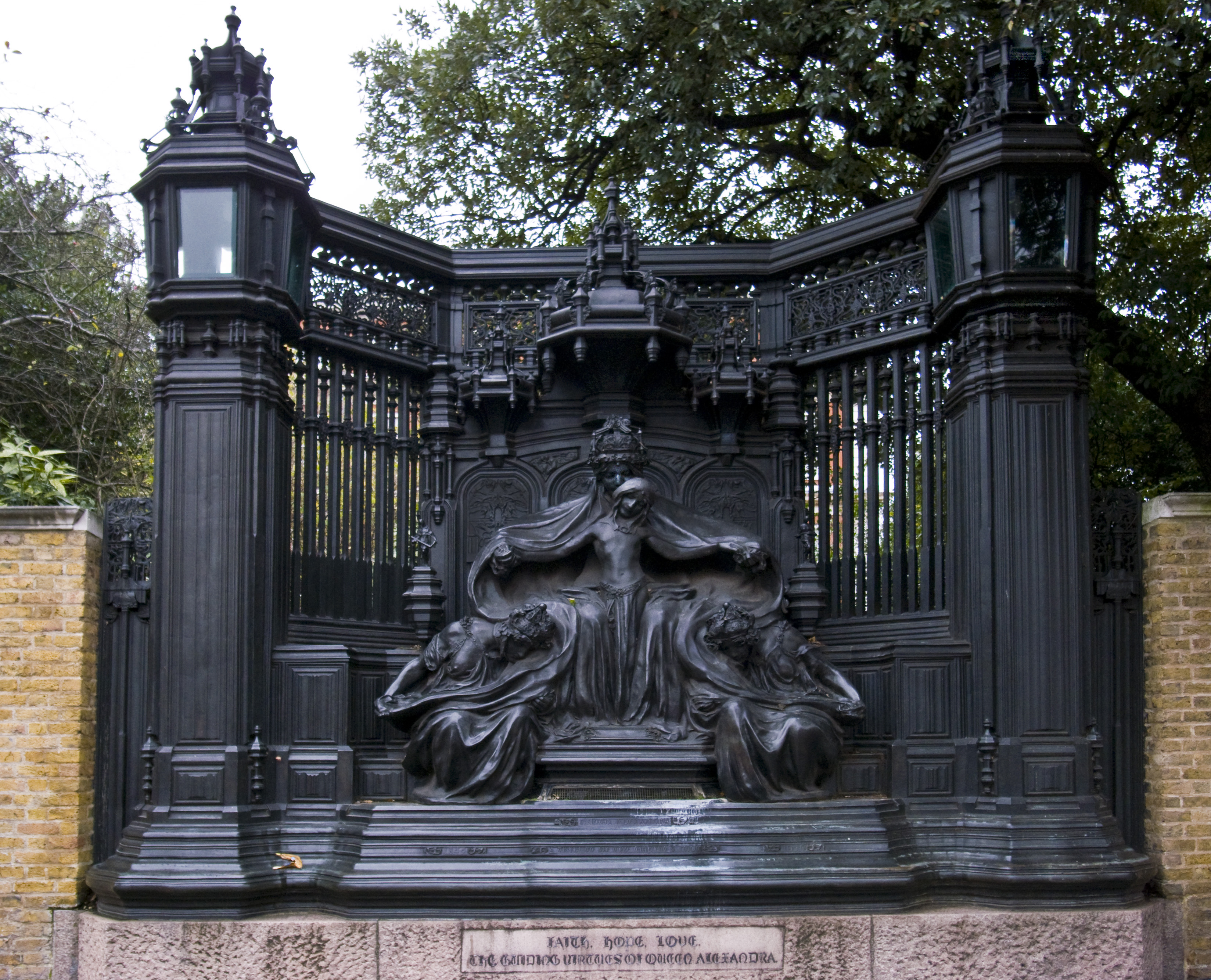
Reina Alejandra de Dinamarca Memorial.

Después de la muerte de Alice, de la que se enteró sólo después de la guerra, se casó el 1 de marzo de 1919 con su ama de llaves Stéphanie Debourgh (Brujas 1863-1937), viuda de Alfonso Quaghebeur (Brujas 1863-1903), un modesto tipógrafo, ella, que antes fue encajera, y seis de sus siete hijos, habían vivido con Gilbert desde 1907 y a lo largo de la guerra y la ocupación alemana. Cuando estaba viviendo en la clandestinidad, la presencia de una gran familia fue una buena cobertura para abastecerse de los alimentos necesarios en el hogar.
Gilbert viajó a Roma en 1923, donde su fortuna mejoró y tres años más tarde fue capaz de volver a Inglaterra para completar el "Clarence Memorial", esta vez bajo el patrocinio real y se instaló en el estudio de Lady Helena Gleichen. En ese año recibió el encargo de producir una obra final importante, la "Reina Alexandra Memorial", que se dio a conocer en 1932. Gilbert fue nombrado caballero por ese trabajo y fue reelegido a la RA, de modo que sus últimos años vieron su completa rehabilitación en las más altas esferas de la sociedad artística inglesa, antes de morir en 1934.

## Obras

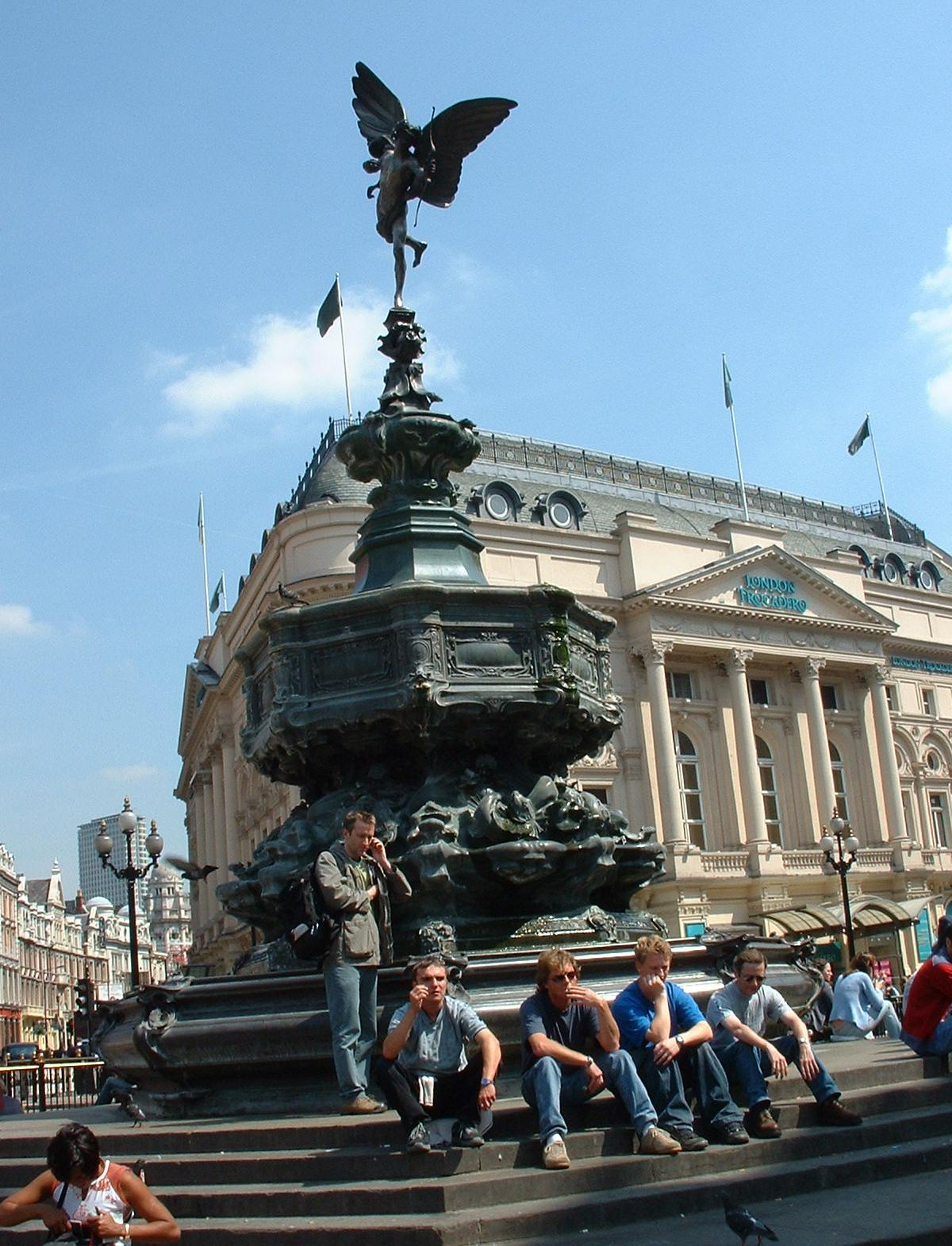
Fuente conmemorativa de Piccadilly Circus y estatua que representa a Anteros como "el Ángel de la Caridad Cristiana", pero popularmente conocido como Eros, una de las primeras estatuas que fue fundida en aluminio.

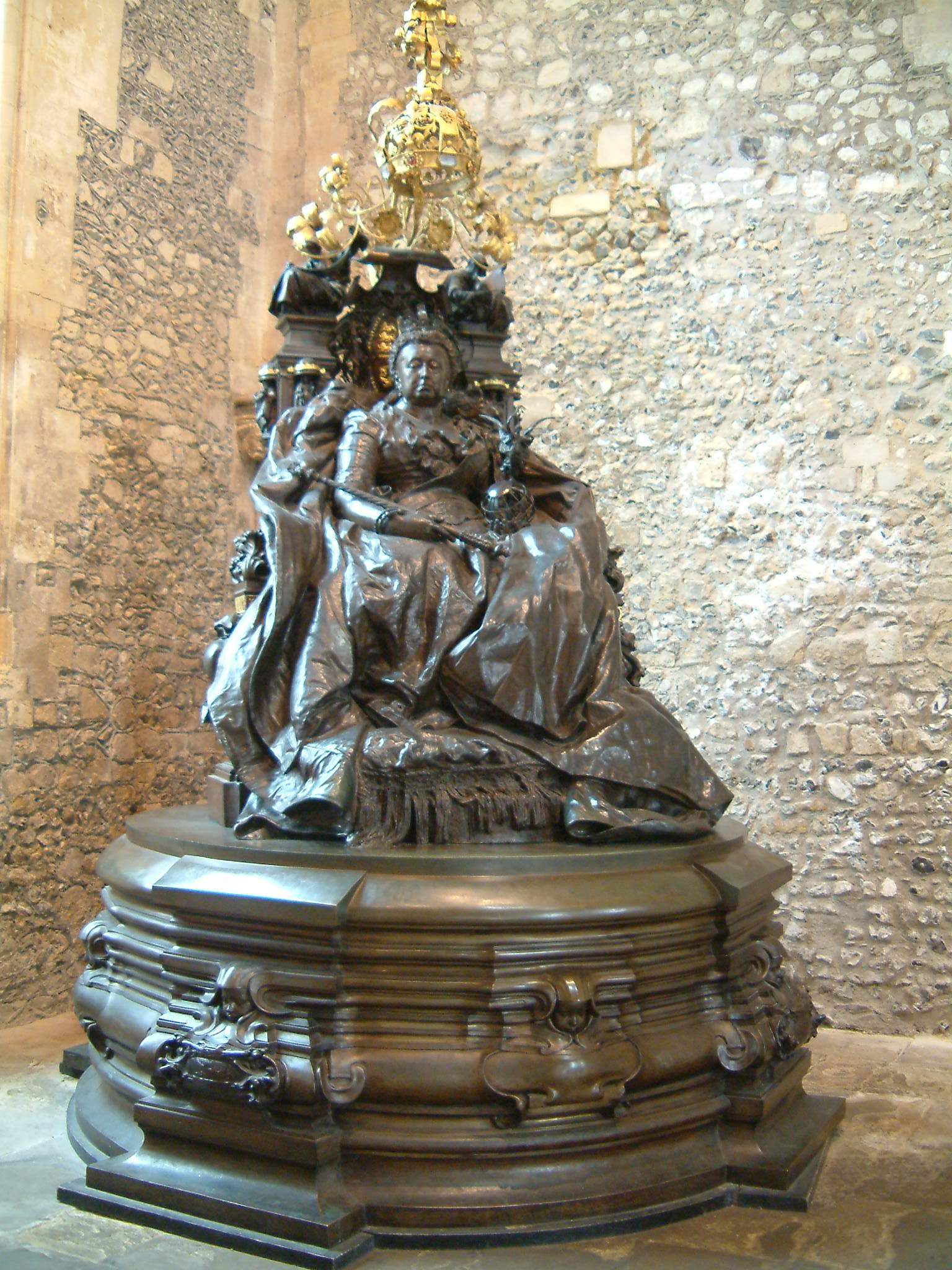
Estatua de la Reina Victoria. Winchester Castle, Hampshire, Inglaterra

Entre las mejores y más conocidas obras de Alfred Gilbert se incluyen las siguientes:
- la Madre y el Niño, su primera obra de importancia,
- El Beso de la Victoria
- Perseo Armado (1883), producido directamente bajo la influencia de las obras maestras que había estudiado en Florencia.

Estas obras le llevaron a la fama 
- Ícaro, encargo del Señor Leighton, se exhibió en la Royal Academy en 1884,
- Estudio de una cabeza, se exhibió en la Royal Academy en 1884, y fue recibido con aplauso general.

- The Enchanted Chair, que, junto con muchas otras obras que, a juicio del artista eran incompletas o indignas de sus facultades, fueron destruidas en última instancia por la propia mano del escultor.

- Estatua en la Fuente del Memorial Shaftesbury, 1893, en Piccadilly Circus, Londres, una obra de gran originalidad y belleza que representan a Anteros, pero despojado de algunos de sus atributos tradicionales por las restricciones impuestas al artista.

- En 1888 produjo la estatua de la Reina Victoria de Inglaterra, creada en Winchester, en su diseño principal y en los detalles de su ornamentación, la obra más notable de este tipo producidos en Gran Bretaña, y tal vez, puede añadirse, en cualquier otro país en los tiempos modernos.

Otras estatuas de gran belleza, a la vez novedosas en el tratamiento y la delicadeza en el diseño, serán las dedicadas a Lord Reay en Bombay, y John Howard en el Bedford (1898), de la que es destacable la originalidad del pedestal. 
- Memorial al duque de Clarence,
- Memorial Candelabrum de Lord Arthur Russell
- Fuente Memorial al cuarto hijo del marqués de Bath, las tres llenas de fantasía e imaginación, que son las principales características de toda su obra.

El sentido decorativo en la obra de Gilbert fue de suma importancia en todo lo que hizo, y además de la ya citada obra, produjo bustos de excelencia extraordinaria de Cyril Flower, John R. Clayton (destruido por el artista, destino de gran parte de su admirable labor), G. F. Watts, Sir Henry Tate, Sir George Birdwood, Sir Richard Owen, Sir George Grove y otros, alcanzó además gran reputación como orfebre; en su cadena de Alcaldía de Preston, el epergne para la reina Victoria, las figuras de la Victoria (una estatuilla diseñada para el orbe en la mano de la estatua Winchester), San Miguel y San Jorge, así como pequeños objetos como sellos, llaves, etc. Gilbert fue nombrado asociado de la Royal Academy en 1887, miembro de pleno derecho en 1892 (dimitió 1909), y profesor de escultura (luego renunció) en 1900. En 1889 ganó el Grand Prix en la Exposición Internacional de París. Fue nombrado miembro de la Orden Victoriana en 1897.
Además de la escultura por la que fue conocido, Gilbert también realizó pinturas al óleo. Entre sus temas preferidos se encontraban las naturalezas muertas.

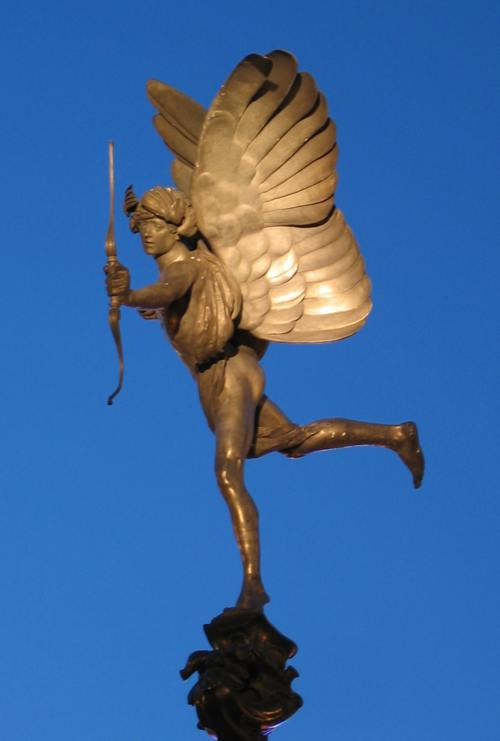
Figura de Anteros del Memorial Shaftesbury en Picadilly Circus
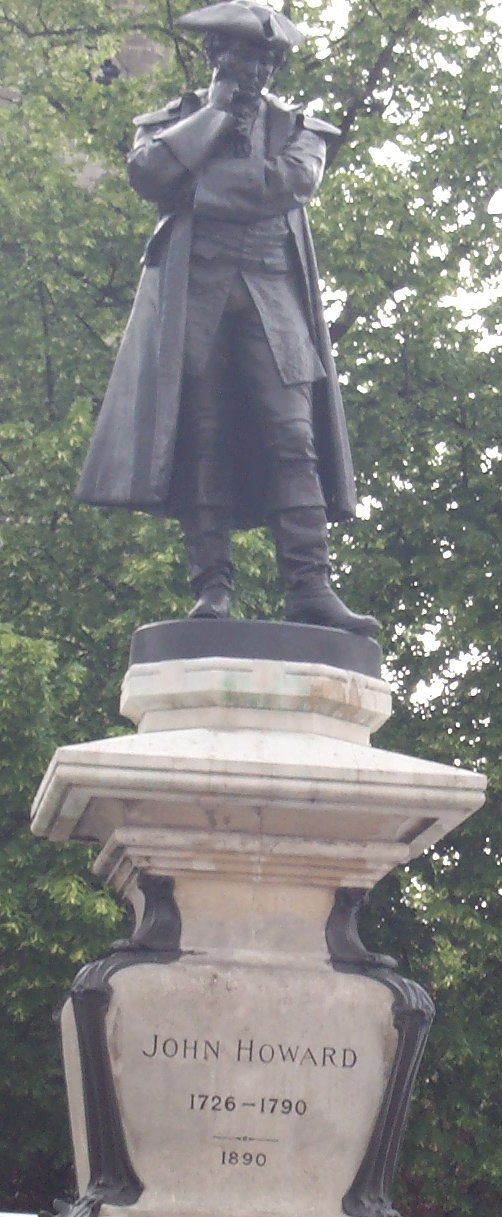
Estatua de Howard en Bedford
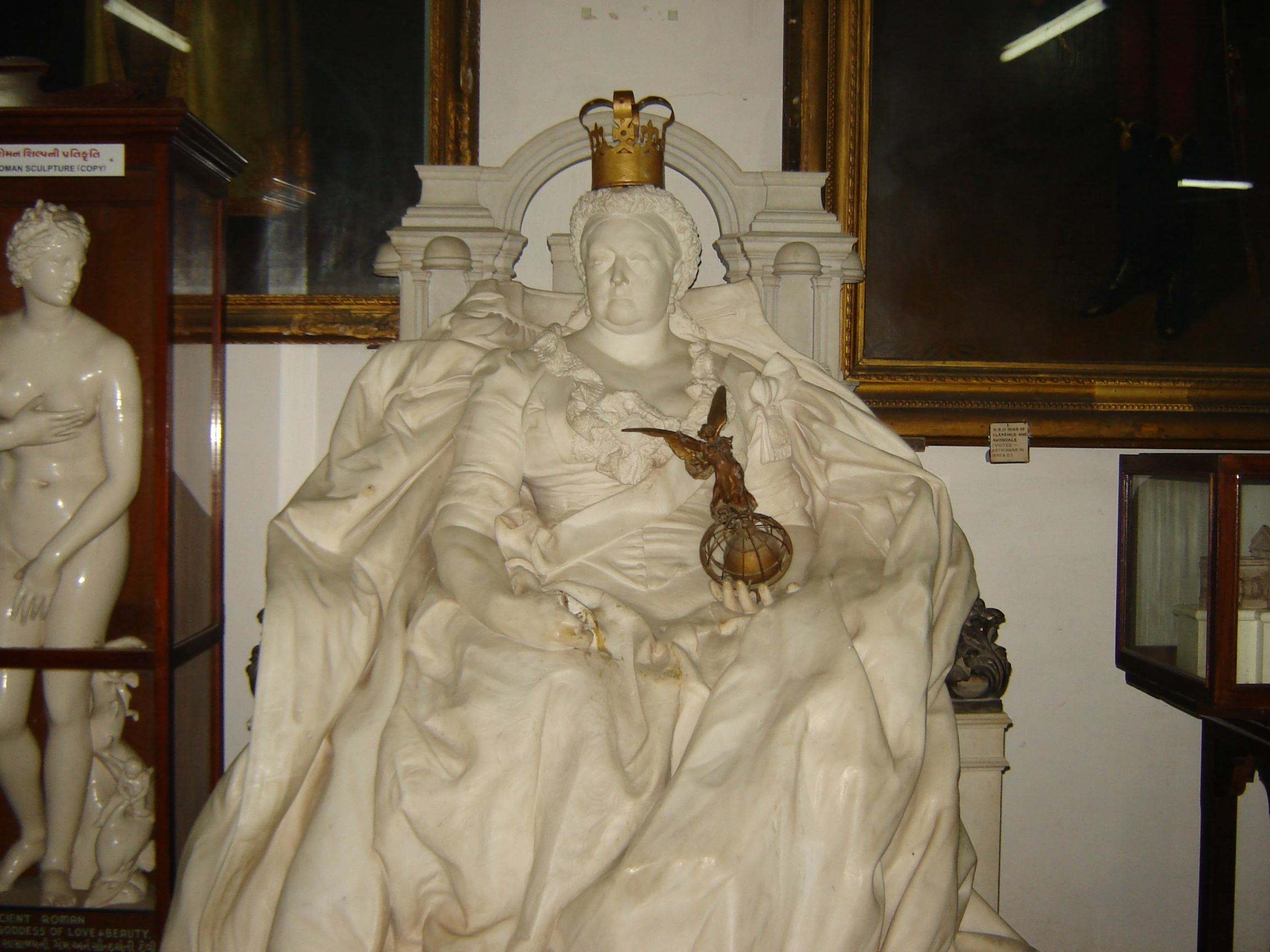
Estatua de la reina victoria en el Museo Watson. Ver la figura de la Victoria del Orbe que sostiene la reina
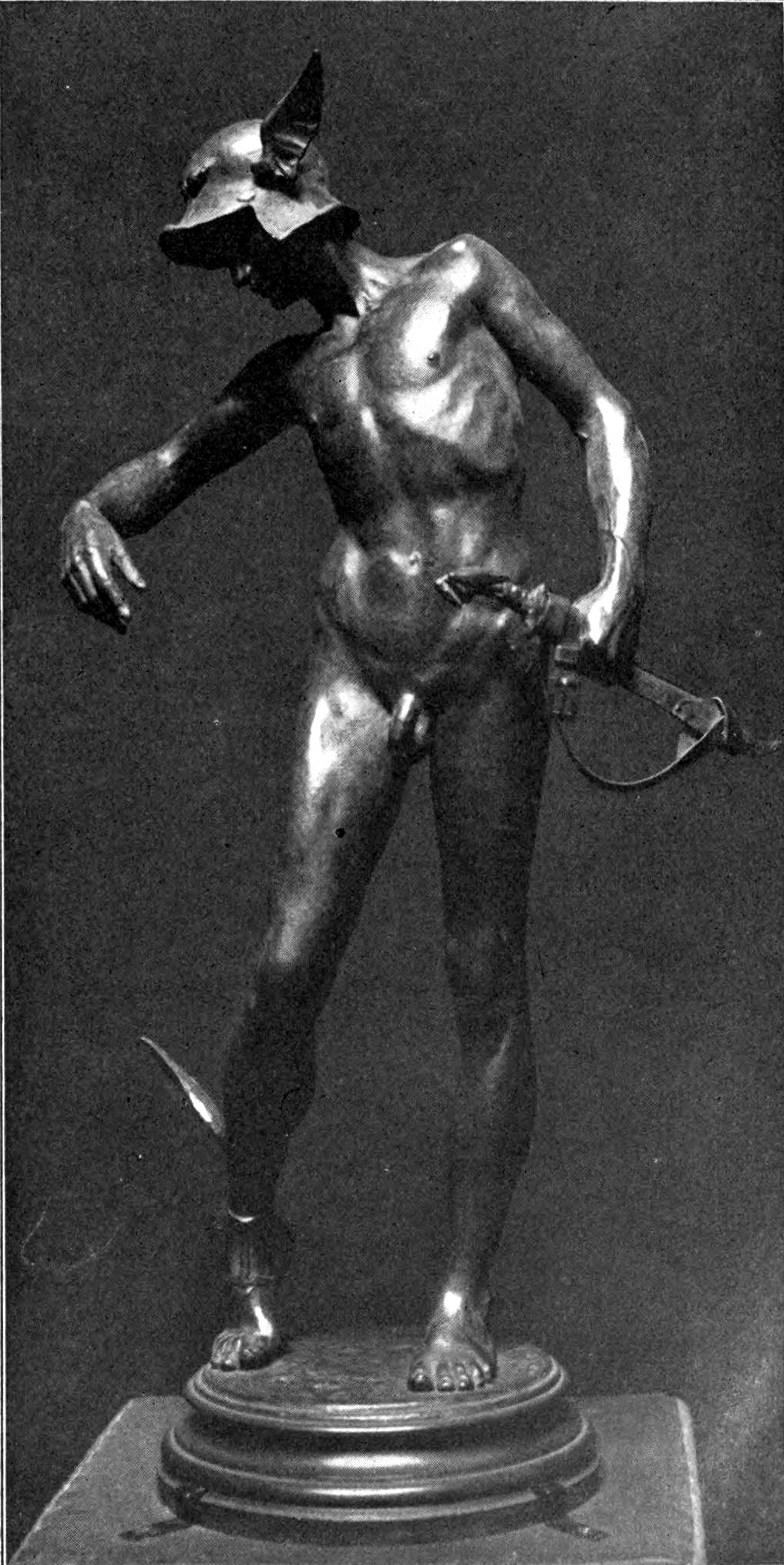
Perseo